# Lục Yến
Lục Yến (giản thể: 陆晏; phồn thể: 陸晏; bính âm: Lu Yan; ? – 280) là tướng lĩnh Đông Ngô thời Tam Quốc trong lịch sử Trung Quốc.

## Cuộc đời
Lục Yến quê ở huyện Ngô, quận Ngô thuộc Dương Châu, là cháu nội Lục Tốn, con trai thứ hai của Lục Kháng, không rõ mẹ là ai.
Năm 274, Lục Kháng chết, Lục Yến tập tước Giang Lăng hầu. Tôn Hạo lại đem quân đội của Lục Kháng chia đều cho năm anh em Lục Yến, Lục Cảnh, Lục Huyền, Lục Cơ, Lục Vân quản lý. Yến được phong chức Tì tướng quân, Di Đạo giám.
Năm 280, quân Tây Tấn tiến công, tướng Tấn là Vương Tuấn xuôi dòng từ Ích Châu đánh xuống, không gì cản nổi. Ngày 22 tháng 3, Lục Yến tử trận. Một ngày sau, em trai Lục Cảnh cũng tử trận.

## Trong văn hóa
Lục Yến không xuất hiện trong tiểu thuyết Tam quốc diễn nghĩa của La Quán Trung.